# Caserma Luigi Mezzacapo
La caserma Luigi Mezzacapo è una costruzione militare di Reggio Calabria e rappresenta uno degli edifici storici ricostruiti dopo il terremoto del 1908. Posta nel centro cittadino, in prossimità della piazza Mezzacapo, (nota informalmente anche come piazza Sant'Agostino per via della vicina chiesa di Sant'Agostino), dopo la sua dismissione come caserma divenne sede di alcuni uffici della vicina questura e della prefettura.

## Storia
L'edificio è composto da quattro corpi di fabbrica con al centro un grande cortile, denominato "piazza d'Armi", dove è collocato un monumento dedicato ai caduti di guerra e si teneva la cerimonia mattutina dell'alzabandiera.
La caserma fu costruita nel 1885 per ospitare il distretto militare i cui uffici si trovavano dislocati in vari punti della città, intitolata a Luigi Mezzacapo, nativo di Trapani, che insieme al fratello Carlo, entrambi allievi della scuola militare Nunziatella di Napoli, furono valorosi patrioti del Risorgimento. Il distretto militare di Reggio fu istituito il primo gennaio 1871 con regio decreto e fu ospitato alla Mezzacapo a partire dall'anno 1885. Completamente distrutta dal terremoto del 1908 vi morirono 280 giovani soldati del 22º Reggimento di fanteria che il primo gennaio dell'anno successivo avrebbero completato il servizio di leva. Ricostruita, ha continuato a svolgere le sue funzioni fino al 4 settembre 1996, quando, a seguito della ristrutturazione delle Forze Armate, il 21º Distretto di Reggio fu trasferito a Catanzaro e unificato al distretto di quella città.
Oltre alle funzioni di reclutamento, forze in congedo e matricola venne trasferita a Catanzaro la documentazione "matricola storica" di generazioni di giovani della provincia che in pace, in guerra e in missioni di pace nel mondo, servirono l'Italia. La provincia di Reggio ebbe 9.000 caduti, migliaia di feriti e invalidi di tutte le guerre, 19 medaglie d'oro al valor militare, 84 d'argento, 190 di bronzo e 276 croci di guerra.
Fu il primo atto del lento dissolversi della presenza dell'Esercito in città e che ha portato il 27 settembre 2007 alla totale chiusura della Caserma con il definitivo trasferimento a Catanzaro anche del Comando militare "Esercito Calabria". Tuttavia ancora permane un piccolo ufficio dell'Esercito.
Il 30 novembre 2009 la storica caserma, con una solenne cerimonia, è stata consegnata dal comandante del Comando militare "Esercito Calabria" per conto del Ministero della difesa, e tramite l'Ispettorato delle infrastrutture dell'esercito, 11º Reparto infrastrutture (PA), all'Agenzia del demanio, filiale Calabria. Quest'ultima subito dopo, l'ha consegnata alla Prefettura della città, che insieme alla Questura ha aperto alcuni uffici all'interno della struttura militare. Gli uffici della questura attualmente presenti sono:
- l'ufficio personale, prima allocato al CEDIR,
- gli uffici didattici,
- l'ufficio stranieri,

quest'ultimo vicino allo sportello unico della Prefettura anch'esso presente nella caserma.